# Julio Pou Primet
Julio Pou Primet (Santo Domingo, 12 de abril de 1862 – Ciudad Trujillo, 29 de febrero de 1940) fue un fotógrafo y pintor dominicano, considerado uno de los pioneros de la fotografía artística en la República Dominicana. Fue el primer fotógrafo en ganar un concurso internacional, el primero en ser fotógrafo oficial de la Presidencia y el único autorizado por el Gobierno para utilizar el escudo nacional como logotipo en sus trabajos durante el siglo XIX. Perteneció a la primera generación de fotógrafos dominicanos. Su obra destacó por la calidad técnica, el tratamiento pictórico de la imagen fotográfica y su prolongada influencia en la escena visual del país entre finales del siglo XIX y principios del XX.
Fue maestro del artista puertorriqueño Ramón Frade, a quien influyó notablemente e introdujo en el campo de la fotografía. Frade utilizaba la fotografía como sustituto del modelo en vivo, convirtiéndola en una herramienta fundamental para el desarrollo de su obra pictórica.

## Biografía

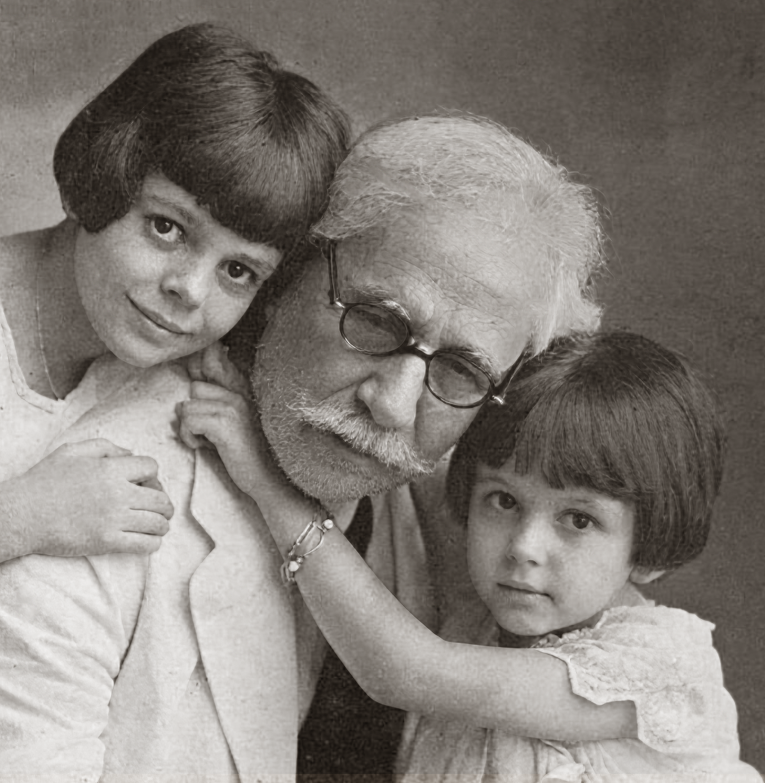
Julio Pou con sus nietas

Nacido en Santo Domingo, fue hijo del marino y comerciante José María Pou de Lima y de Petronila Canuta Primet Neuman, natural de Curazao. Estudió en el colegio San Luis Gonzaga, dirigido por Francisco X. Billini, y más tarde en Alemania. Desde joven mostró habilidades en el dibujo y la pintura, aunque fue en la fotografía donde desarrolló una carrera sobresaliente.
Aprendió el oficio de la mano de reconocidos fotógrafos itinerantes como el holandés Naar y el argentino Félix Cordiglia Lavalle. En 1887 abrió su primer estudio en la calle del Comercio n.º 47. Especializado en retratos tipo gabinete montados sobre cartulina con sello dorado y escudo nacional, obtuvo permiso oficial para utilizar el emblema de la República como logotipo tras ser nombrado fotógrafo oficial del presidente Ulises Heureaux.
En la década de 1890, participó en la Primera Exposición Nacional de Bellas Artes, donde se incluyeron obras de fotógrafos criollos. En 1893 realizó la célebre fotografía del cuadro anónimo del presidente Heureaux ahorcado, exhibido clandestinamente en el Parque Colón, cuya reproducción causó revuelo político y se vendió posteriormente como postal.
Durante su carrera también produjo retratos al óleo y al pastel, incluyendo obras de José Martí y Máximo Gómez. Muchas de sus imágenes fueron publicadas en la prensa internacional, como en *La Ilustración Artística* (España, 1897).
Entre 1890 y 1901 vivió en La Habana, donde fue cónsul de la República Dominicana. A su regreso, instaló un nuevo estudio en la calle Regina y más tarde en Santo Tomás n.º 4, donde trabajó hasta su retiro a mediados de los años 1910, debido a una pérdida progresiva de la visión.

## Vida personal

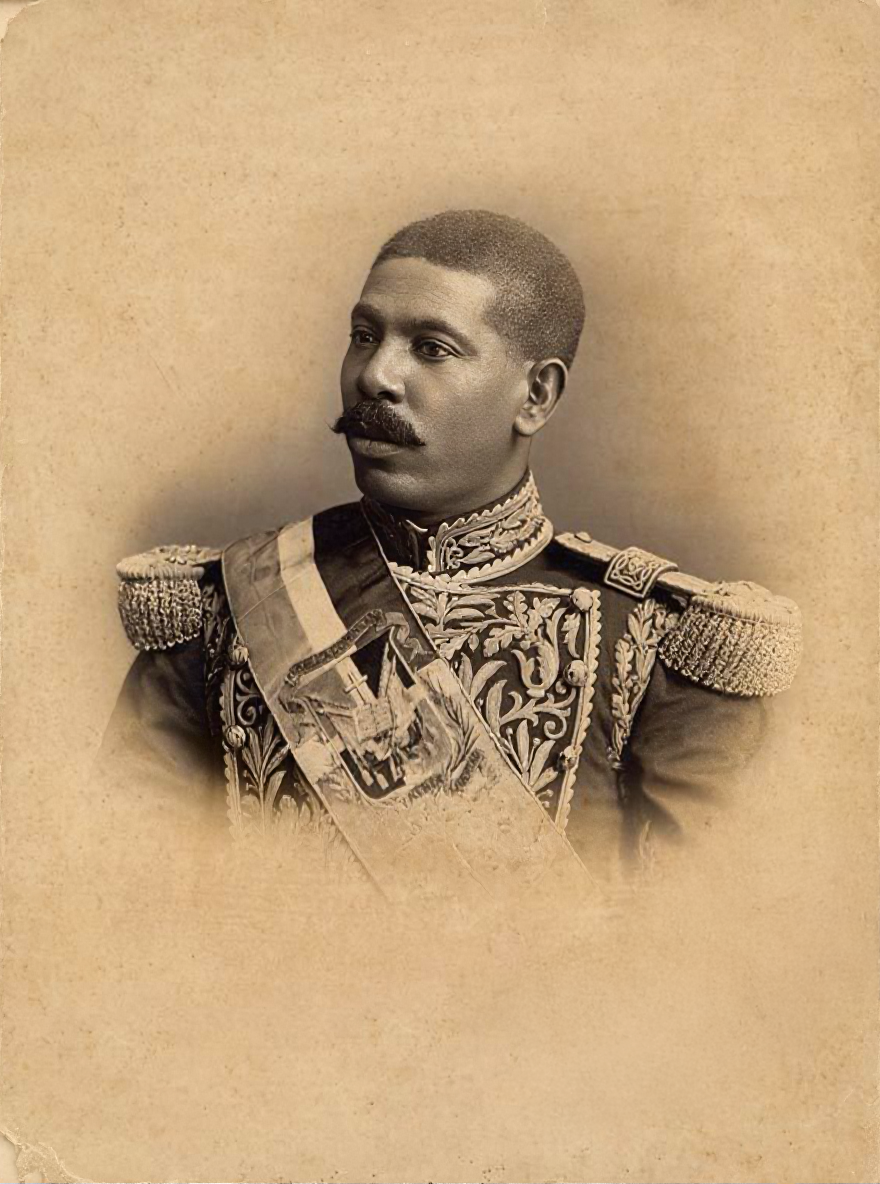
Retrato de Ulises Heureaux por Julio Pou

Se casó el 9 de diciembre de 1882 con María de la Caridad Jiménez, con quien tuvo cinco hijos. Más tarde contrajo matrimonio con María Rodríguez Mieses, con quien tuvo un hijo: Max Pou, fotógrafo y cineasta.
Falleció el 29 de febrero de 1940 en Ciudad Trujillo. A su funeral asistieron destacadas figuras del ámbito político, entre ellos el Dr. Manuel de Jesús Troncoso, Porfirio Herrera y Arturo Pellerano.

## Legado
Julio Pou dejó una extensa obra que combina fotografía comercial y artística. Su participación en concursos como el de la revista neoyorquina Luz y Sombra, donde obtuvo una Mención de Honor en 1895 por la obra Críticos Incipientes, refleja su proyección internacional. En la historia de la fotografía dominicana, su trabajo representa el tránsito entre el oficio artesanal y la sensibilidad académica de la imagen, y su influencia se proyecta a través de su hijo Max Pou y las generaciones posteriores.